# Mamadi Berthe
Mamadi Berthe (17 de janeiro de 1983) é um futebolista profissional malinês que atua como atacante.

## Carreira
Mamadi Berthe representou a Seleção Malinesa de Futebol nas Olimpíadas de 2004, ele marcou um gol contra a Grécia.